# Ulica Grunwaldzka w Mysłowicach
Ulica Grunwaldzka w Mysłowicach – ulica w Mysłowicach, położona w północnej części miasta, na terenie dzielnicy Stare Miasto.
Droga łączy Rynek z placem Wolności, a jej początki sięgają czasów lokacyjnych Mysłowic z przełomu XIII i XIV wieku jako fragment drogi prowadzącej w kierunku Krakowa. Od połowy XIX wieku ulica stała się jednym z głównych traktów handlowo-usługowych miasta z historyczną zabudową – przeważnie kamienicami mieszczańskimi z przełomu XIX i XX wieku, w tym kilkoma zabytkowymi.

## Przebieg
Ulica Grunwaldzka przebiega przez teren Mysłowickiej dzielnicy Stare Miasto na całej swojej długości.
Numeracja budynków wzdłuż ulicy rozpoczyna się od strony północno-zachodniej, gdzie ulica Grunwaldzka krzyżuje się z Rynkiem. Droga biegnie w kierunku zbliżonym do południowo-wschodniego, krzyżując się po lewej stronie wyłącznie z ulicą Krakowską (fragment drogi krajowej nr 79), a po prawej z ulicą Struga Miejska i ponownie z ulicą Krakowską. Droga kończy swój bieg przy placu Wolności.

## Charakterystyka

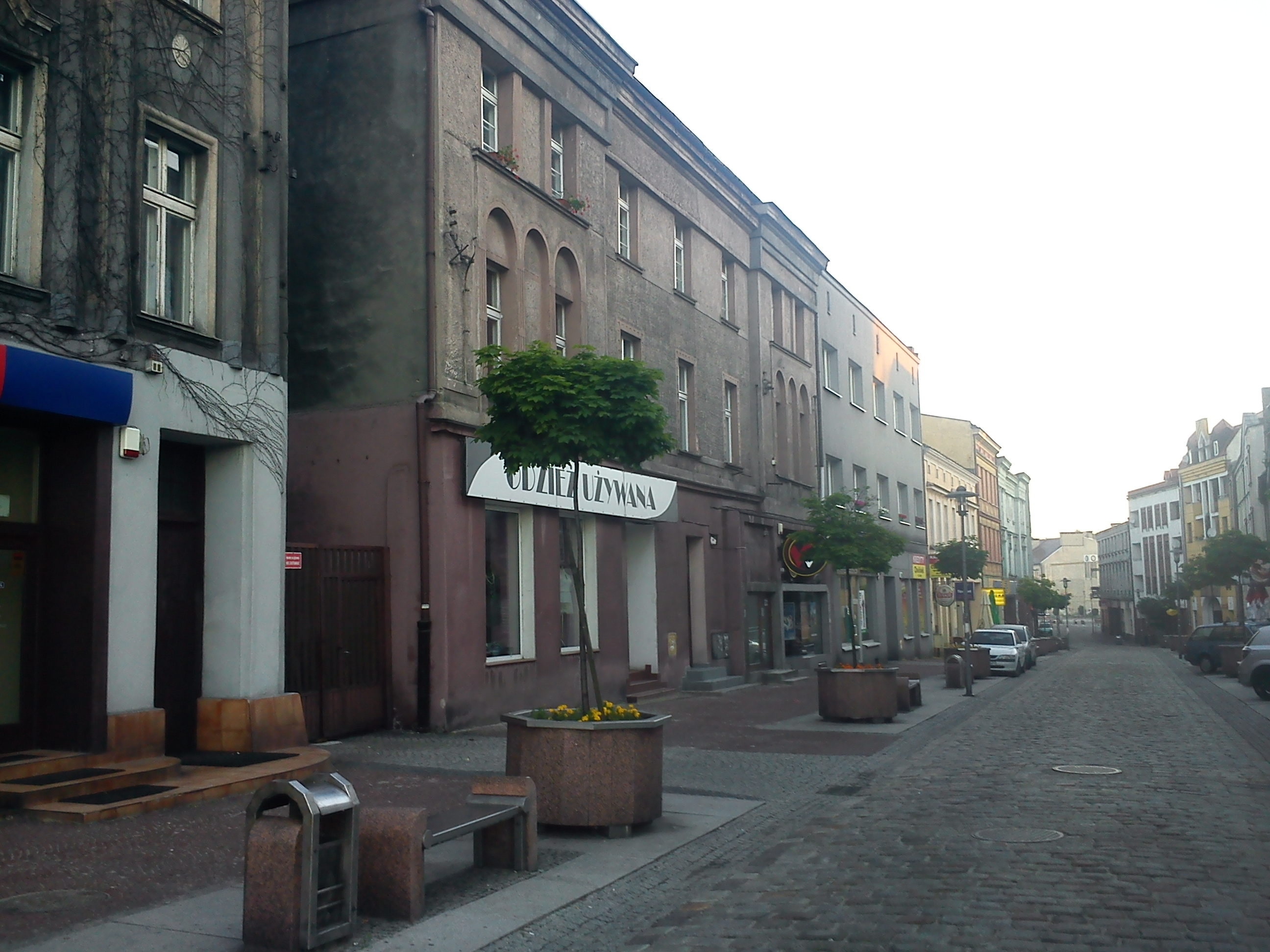
Fragment ul. Grunwaldzkiej (2011)

Jest to droga gminna nr 240012S o klasie drogi lokalnej (L). Odcinek drogi pomiędzy Rynkiem a ulicą Krakowską posiada nawierzchnię brukowaną o szerokości 5,5 m, a odcinek pomiędzy ulicą Krakowską a placem Wolności nawierzchnię bitumiczną o szerokości 6,1 m. W systemie TERYT ulica widnieje pod numerem 06260, a kod pocztowy dla adresów wzdłuż niej to 41-400.
Ulicą Grunwaldzką, według stanu z połowy 2023 roku, nie kursują żadne pojazdy miejskiego transportu zbiorowego. Najbliższy przystanek autobusowy ZTM znajduje się przy ulicy Krakowskiej (Mysłowice Krakowska).
Ulica Grunwaldzka jest częścią średniowiecznego założenia urbanistycznego miasta Mysłowice z czworobocznym Rynkiem, od którego w liniach prostych rozbiegają się cztery ulice, w tym Grunwaldzka. Jest on wpisany do rejestru zabytków nieruchomych pod nr. A/1183/72. Zabudowa wzdłuż ulicy Grunwaldzkiej pochodzi zasadniczo z przełomu XIX i XX wieku. Są to kamienice reprezentujące różne style architektoniczne – przeważnie eklektyzm.
Wzdłuż ulicy na całej swojej długości biegnie czerwony szlak turystyczny – Szlak im. Mariana Kantora-Mirskiego.

## Nazwa
Nazwa ulicy Grunwaldzkiej pochodzi od Grunwaldu – miejsca bitwy pod Grunwaldem. Ulica ta w przeciągu swojego istnienia wielokrotnie zmieniała swoją nazwę – najwięcej spośród wszystkich ulic mysłowickiego Starego Miasta.
Ulicę początkowo nazywano drogą bieruńsko-oświęcimską. Budowa otwartej w 1846 roku linii kolejowej do Mysłowic wymusiła przesunięcie części dróg w mieście. W tym też okresie ulica Grunwaldzka we współczesnym śladzie otrzymała nazwę Plesserstrasse (z niem. ulica Pszczyńska). W latach międzywojennych drogę przemianowano na ulicę Pszczyńską, a jeszcze przed II wojną światową zmieniono jej nazwę na ulicę Marszałka Piłsudskiego.
We wrześniu 1939 roku, po zajęciu Mysłowic przez Niemców, nowe władze przywróciły przedwojenną nazwę ulicy, która funkcjonowała do 1945 roku.
Po II wojnie światowej ulica, prawdopodobnie na krótko, nosiła nazwę ulica Pszczyńska. W 1953 roku, po śmierci Józefa Stalina, ulicę nazwano jego imieniem. Po destalinizacji drodze nadano nazwę ulica Grunwaldzka.

## Historia

### Okres przedwojenny
Pierwotne średniowieczne założenie miejskie Mysłowic lokowane na prawie magdeburskim wykształciło się na przełomie XIII i XIV wieku. W środku obszaru wytyczono czworoboczny rynek, od którego w prostych liniach rozbiegały się ulice, a wybiegająca z narożnika południowo-wschodniego droga, w śladzie późniejszej ulicy Grunwaldzkiej, stanowiła przedłużenie traktu w kierunku Bierunia i dalej do Oświęcimia. Na drodze tej znajdowała się, strzegąca miasto, Brama Krakowska. Za rzeczką zwaną Potokiem przecinającą miasto około 100 m od Rynku, ulica się rozwidlała.
Ulica Grunwaldzka była już zaznaczona na najstarszych planach miasta Mysłowice, pochodzących z XVI wieku. W tym czasie zabudowa miasta była drewniana i uboga, a przy późniejszej ulicy Grunwaldzkiej znajdowały się budynki gospodarcze, przeważnie stodoły. W tym czasie Mysłowice były miastem na wpół rolniczym, jedynie nieznacznie rozwiniętym przestrzennie. Układ miasta w drugiej połowie XVIII wieku nie uległ większym zmianom, a życie miejskie koncentrowało się wokół rynku, którego układ wyznaczały ulice Bytomska i Grunwaldzka.
W pierwszej połowie XIX wieku zmiany urbanistyczne miasta Mysłowice przebiegały bardzo powoli, a życie skupiało się na obszarze od kościoła Świętego Krzyża przez ulicę Bytomską po Rynek wraz z jego otoczeniem w kierunku południowym. Do połowy XIX wieku budynki na Rynku i przyległych do niej ulicach były dalej drewniane.
Uruchomienie linii kolejowej do Mysłowic 1 października 1846 roku w kolejnych latach wywarło znaczący wpływ na zabudowę miasta. Jednocześnie ulica Grunwaldzka, prowadząca z mysłowickiego Rynku przez nakryte koryto Potoku, po pożarach z 1848 i 1852 roku, w których zostały strawione zabudowania gospodarcze, utraciła wiejski wygląd. Ulica została zabudowana murowanymi domami ze sklepami, stanowiąc zalążek głównej ulicy handlowej w mieście. W latach 50. i 60. XIX wieku znikały budynki gospodarcze i stodoły oraz następowała intensywna zabudowa parcel po spalonych budynkach, a w miejscu domów jedno- lub dwurodzinnych zaczęły powstawać kilkukondygnacyjne kamienice czynszowe.

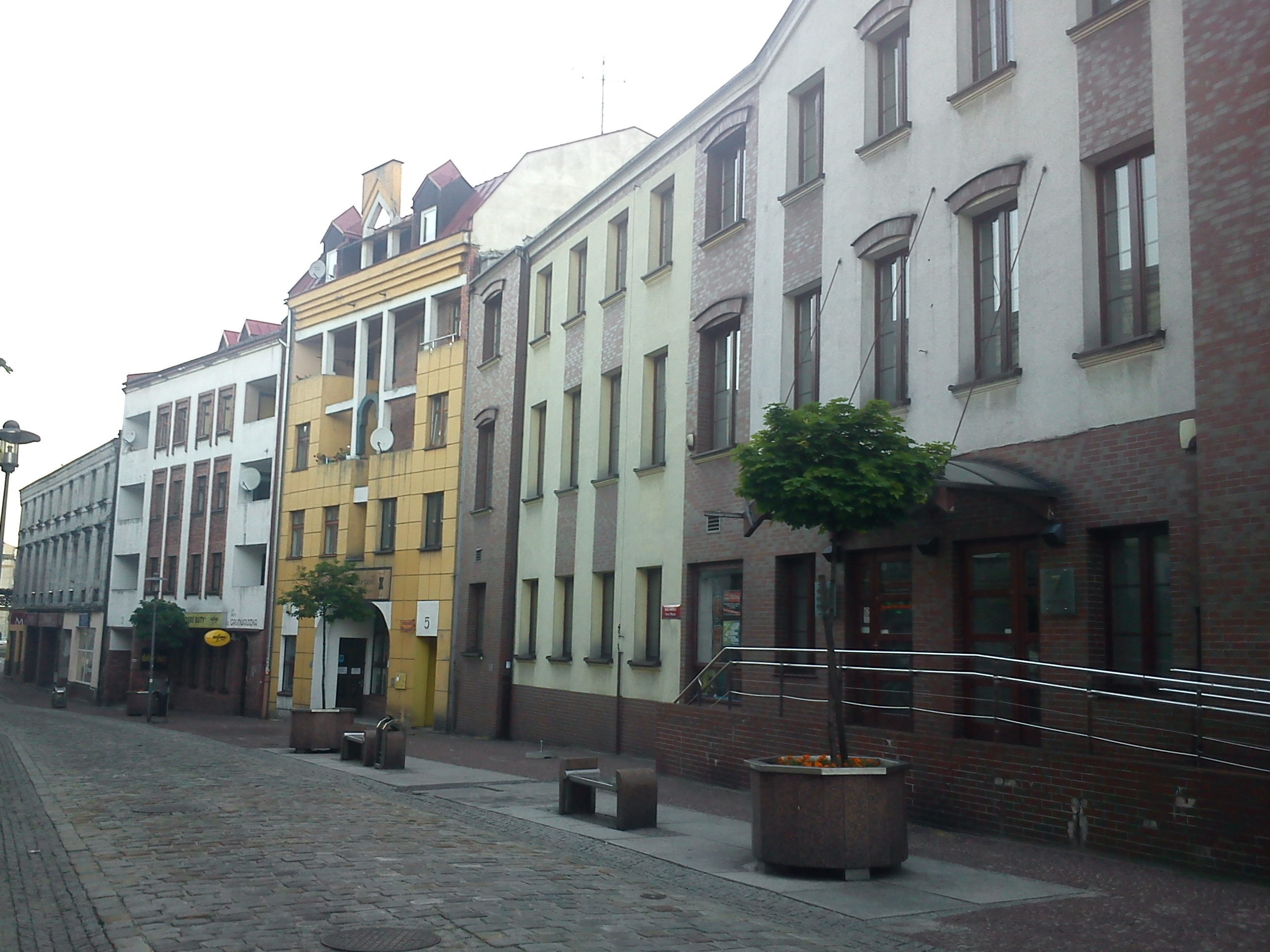
Fragment ulicy Grunwaldzkiej w 2011 roku; po prawej stronie budynek dawnego hotelu Grunwald pod nr. 7

W 1853 roku wzdłuż ulicy Grunwaldzkiej stanęło 6 latarni olejowych. W 1872 roku zmieniono nawierzchnię ulicy, a w 1888 roku przykryto koryto Potoku przecinającego ulicę. Do 1894 roku ulica Grunwaldzka została wyposażona w wodociąg i kanalizację.
Wraz z rozwojem handlu w XIX wieku przy ulicy Grunwaldzkiej wykształcił się jeden z ośrodków usługowych miasta Mysłowice. Początkowo obejmował tylko część ulicy przy Rynku, a z biegiem czasu rozszerzył się on na dalszą część ulicy. Na tym obszarze koncentrowały się placówki handlowe, warsztaty rzemieślnicze i lokale gastronomiczne. Jednocześnie rosnący ruch pasażerski o charakterze turystycznym w latach 1870–1914, przyczynił się do rozwoju mysłowickiego handlu oraz gastronomii. Nastąpiło to szczególnie po 1890 roku, a większość placówek znajdowała się m.in. wzdłuż ulicy Grunwaldzkiej.

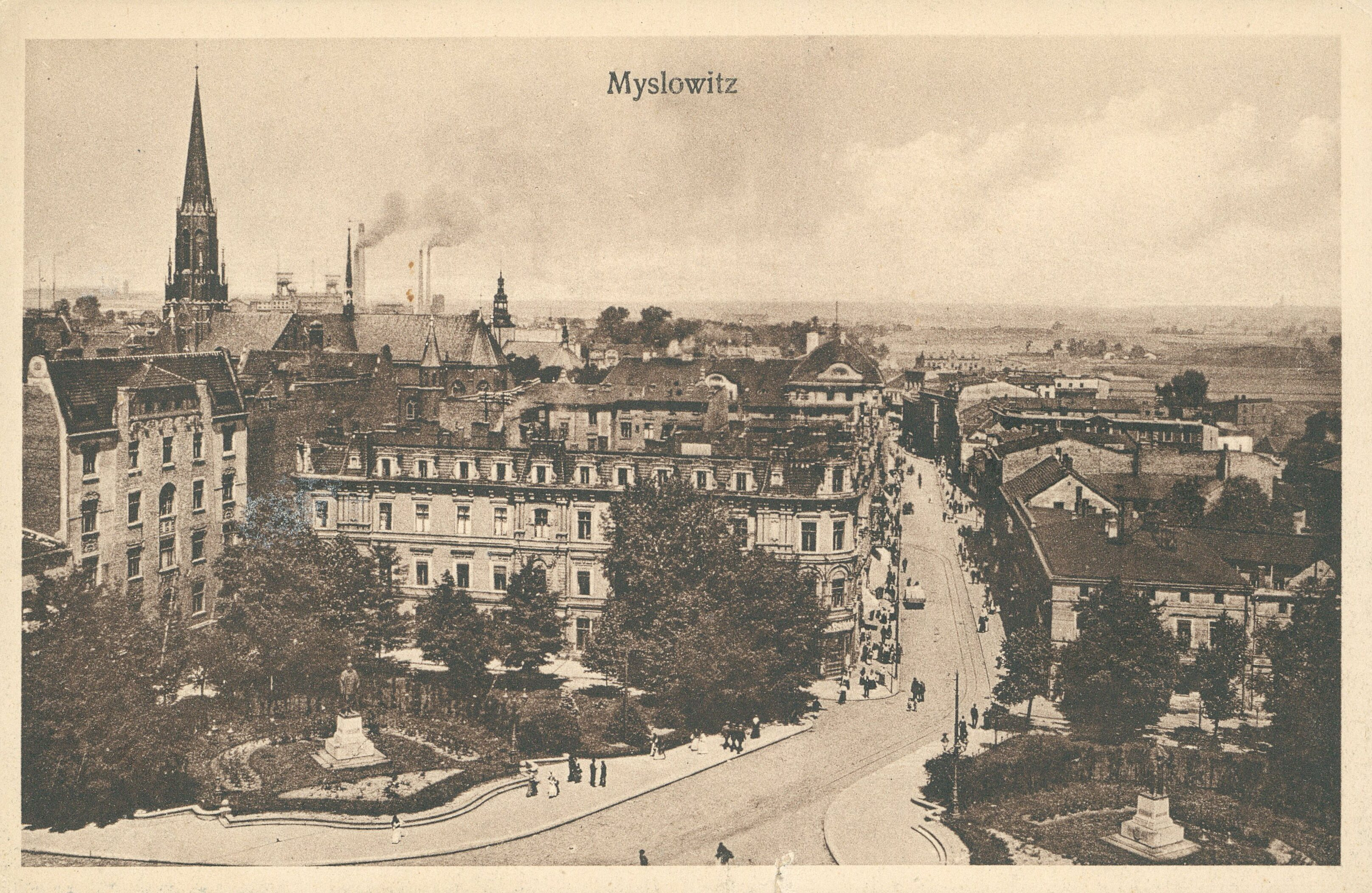
Pocztówka wydana po 1906 roku przedstawiająca fragment Mysłowic w rejonie placu Wolności i wychodzącej z niej ulicy Grunwaldzkiej

Przy ulicy Grunwaldzkiej 1 redakcję miała lokalna gazeta mysłowicka; w latach 1853–1860 i od 1898 roku nosiła ona nazwę Myslowitzer Anzeiger. W 1898 roku przy ulicy Grunwaldzkiej 6 otwarto drugą w Mysłowicach aptekę, której właścicielem był Alfred Cygan. Przy ulicy Grunwaldzkiej 7 wystawiano systematycznie sztuki teatralne w przystosowanej do tych celów sali widowiskowej dla 420 osób hotelu Grunwald, zwanej Myslowitzer Theater (z niem. Teatr Mysłowicki). W 1907 roku urządzano tutaj także pierwsze seanse kinowe.
Pod koniec XIX wieku przygotowano pierwsze plany poprowadzenia do Mysłowic linii tramwajowej. Trasę z Hajduk Wielkich (Chorzowa-Batorego) do Mysłowic przez Katowice i Szopienice oddano do użytku 31 października 1900 roku. Poprowadzono ją przez Piasek do kościoła Świętego Krzyża i dalej wzdłuż ulicy Bytomskiej, a następnie w kierunku ulic Krakowskiej, Grunwaldzkiej i Powstańców do dworca kolejowego.
Do początków XX wieku ulica Grunwaldzka była już w pełni zabudowana. W latach 1855–1888 wzniesiono tutaj 22 budynki z pomieszczeniami handlowymi i gastronomicznymi oraz hotelem. Większość z nich miała wówczas dwie kondygnacje, a cztery budynki (pod nr. 2, 3, 19 i 22) miały ich trzy lub więcej. W 1913 roku ulica Grunwaldzka była jedną z najgęściej zaludnionych ulic w Mysłowicach. Mieszkały tutaj wówczas 692 osoby – przeważnie byli to najbardziej zamożni mieszkańcy miasta. W tym samym czasie w całych Mysłowicach było 96 placówek gastronomicznych i pod względem ich liczebności miasto było wówczas na drugim miejscu na Górnym Śląsku (zaraz za Katowicami), w tym położony przy ulicy Grunwaldzkiej hotel Arnolda Grunwalda pod nr. 7 czy dom noclegowy z restauracją Jacoba Weissa pod nr. 21. Okres żywiołowego rozwoju Mysłowic przerwany został wybuchem I wojny światowej.

### Lata międzywojenne i II wojna światowa
W 1922 roku Mysłowice zostały włączone do państwa polskiego. W latach międzywojennych historyczny układ urbanistyczny Mysłowic pozostawał bez zmian, a jego główna oś biegła od ulicy Bytomskiej przez Rynek i ulicę Grunwaldzką do dworca kolejowego. W tym ciągu utrzymywany był wówczas także główny ośrodek handlowo-usługowy miasta, a znajdowały się tutaj najbardziej ekskluzywne sklepy.
Przy późniejszej ulicy Grunwaldzkiej (wówczas ulicy Pszczyńskiej) mieściło się wiele różnego typu placówek usługowo-handlowych, w tym m.in.: pod nr. 1 sklep garderoby męskiej Heinricha Lewkowitza, pod nr. 2 Sklep Artykułów Męskich i Konfekcyjnych Davida Schneemanna, pod nr. 3 Warszawska Pralnia, pod nr. 9 placówka Handlu Książkami i Papierem Teodora Habiera, Centrala Rowerów i Instrumentów Muzycznych i Drukarnia Max Rolle, pod nr. 15 zakład jubilersko-optyczny Antoniego Piwowara, czy pod nr. 22 Górnośląska Spółka Handlu i Przemysłu i oddział Polskiego Banku Handlowego.
3 marca 1921 roku nowym właścicielem największego w Mysłowicach hotelu i restauracji Hotelgeschäft Destillation przy ulicy Grunwaldzkiej 7 został Johann Kufieta. Hotel przemianowano na Polonia. W latach międzywojennych organizowano tutaj koncerty, zabawy karnawałowe i przedstawienia teatralne. Przy ulicy Pszczyńskiej funkcjonowały też dwie ekskluzywne kawiarnie: Trzy Korony (róg ulic Grunwaldzkiej i Krakowskiej) oraz Weiss.
W 1929 roku otwarto przebudowaną na normalny tor linię tramwajową, która kończyła się w rejonie skrzyżowania ulicy Starokościelnej z ulicą Krakowską, gdzie urządzono mijankę. Rozebrano natomiast wąskotorowe torowisko wzdłuż ulicy Grunwaldzkiej i dalej w kierunku dworca kolejowego. W latach 30. XX wieku, w związku z układaniem kabla pocztowego z Mysłowic do Katowic, ułożono nową nawierzchnię na ulicy Grunwaldzkiej.
W czasie II wojny światowej placówki handlowe i gastronomiczne w Mysłowicach skoncentrowane były na dotychczasowych ciągach handlowych, obejmujące m.in. ówczesną Plessestrasse. Właścicielom placówek, którzy byli mieszkańcami miasta i w okresie międzywojennym nie byli zaangażowani w propolską działalność polityczną, po sprawdzeniu ich postaw wobec nowych władz niemieckich, zezwolono na prowadzenie działalności gospodarczej. W tym okresie skonfiskowano Fabrykę Łyżek przy ówczesnej Plesserstrasse 18 (właściciel fabryki, Żyd Benno Duhl, uciekł do Chrzanowa) czy też zawłaszczono i oddano pod zarząd komisaryczny znajdującą się pod nr. 3 Drukarnię Ludową Czecha Jana Kotasa. W tym też okresie Rudolf Niffka był zarządcą komisarycznym, a potem właścicielem sklepu żelaznego Antoniego Kobzdy pod nr. 13, a Paul Kruppa przejął trzy sklepy pod nr. 3, 5 i 8; został on wyznaczony na powiernika wszystkich żydowskich sklepów odzieżowych w mieście.

### Lata powojenne

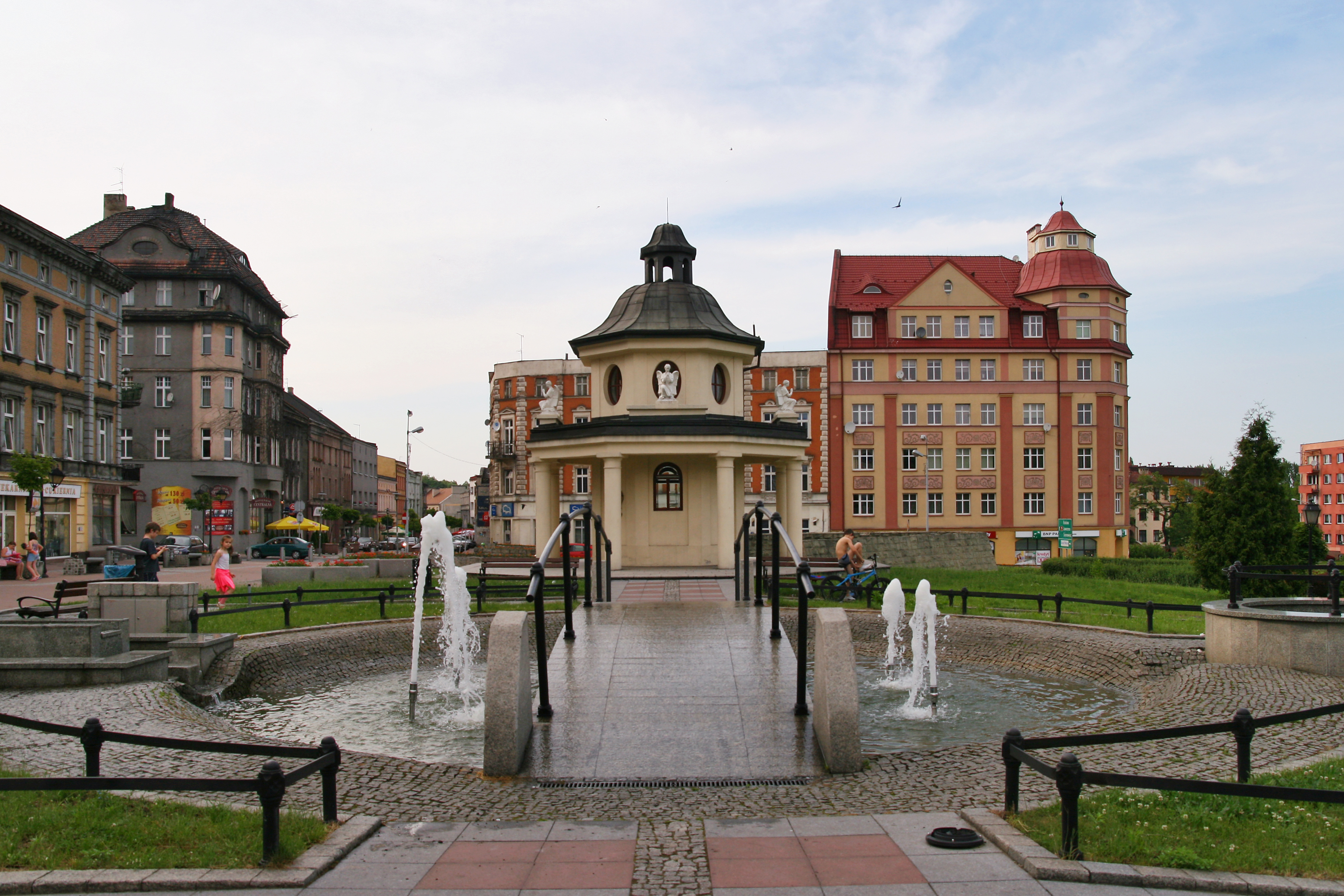
Kaplica Jarlików na skwerze przy ulicy Grunwaldzkiej

W czasach Polski Ludowej, 5 maja 1972 roku układ urbanistyczny miasta Mysłowice wraz z ulicą Grunwaldzką został wpisany do rejestru zabytków nieruchomych województwa katowickiego.
W latach 70. XX wieku wyburzono część zabudowy ulicy Grunwaldzkiej w rejonie placu Wolności. Ówczesna koncepcja urbanistyczna Mysłowic zakładała wyburzenie części kamienic (pośród nich były też obiekty w złym stanie technicznym spowodowanym działalnością kopalni „Niwka-Modrzejów”) i przylegających do nich oficyn, celem podwyższenia rangi śródmieścia pod względem nowoczesnej zabudowy mieszkaniowej. Dla wyłonienia koncepcji zagospodarowania tego terenu, zorganizowano w 1969 roku konkurs SARP. W 1973 roku rozpoczęto realizację rozbiórek kilkunastu kamienic w rejonie ulicy Grunwaldzkiej, którą przeprowadzono rok później. Poza wyburzeniami, w rejonie ulicy Grunwaldzkiej powstało przejście podziemne pod ulicą Krakowską, a z ulicy Grunwaldzkiej wyeliminowano ruch kołowy.
1 kwietnia 1981 roku powołano Miejskie Centrum Kultury, które objęło dwa połączone ze sobą budynki – przy ulicy Grunwaldzkiej 7 i O. Strumieńskiego 4. 1 września 2011 roku placówkę połączono z Mysłowickim Ośrodkiem Kultury i Sztuki „Trójkąt”, powołując Mysłowicki Ośrodek Kultury.
Po 1989 roku zmodernizowano szereg ulic na mysłowickim Starym Mieście, w tym ulicę Grunwaldzką. 4 listopada 2000 roku bp Gerard Biernacki poświęcił kaplicę Jarlików, którą odbudowano na skwerze przy ulicy Grunwaldzkiej.
Na początku XXI wieku funkcje historycznego centrum miasta Mysłowice zaczęły słabnąć, dlatego też Stare Miasto silniej odczuwało kryzys ekonomiczny, stając się jego jednym z głównych obszarów problemowych. Rewitalizację wówczas podjęto doraźnie. Stan techniczny zabudowy wzdłuż ulicy w 2013 roku był na ogół zły, a w 2018 roku z uwagi na zły stan techniczny wycofano z eksploatacji kamienicę pod nr. 9. W połowie 2023 roku przy ulicy Grunwaldzkiej około połowa lokali usługowo-handlowych to były pustostany. Organizowano różnego typu inicjatywy, mające na celu ożywienie tej części miasta, lecz z niewielkim skutkiem.

## Obiekty zabytkowe i miejsca pamięci

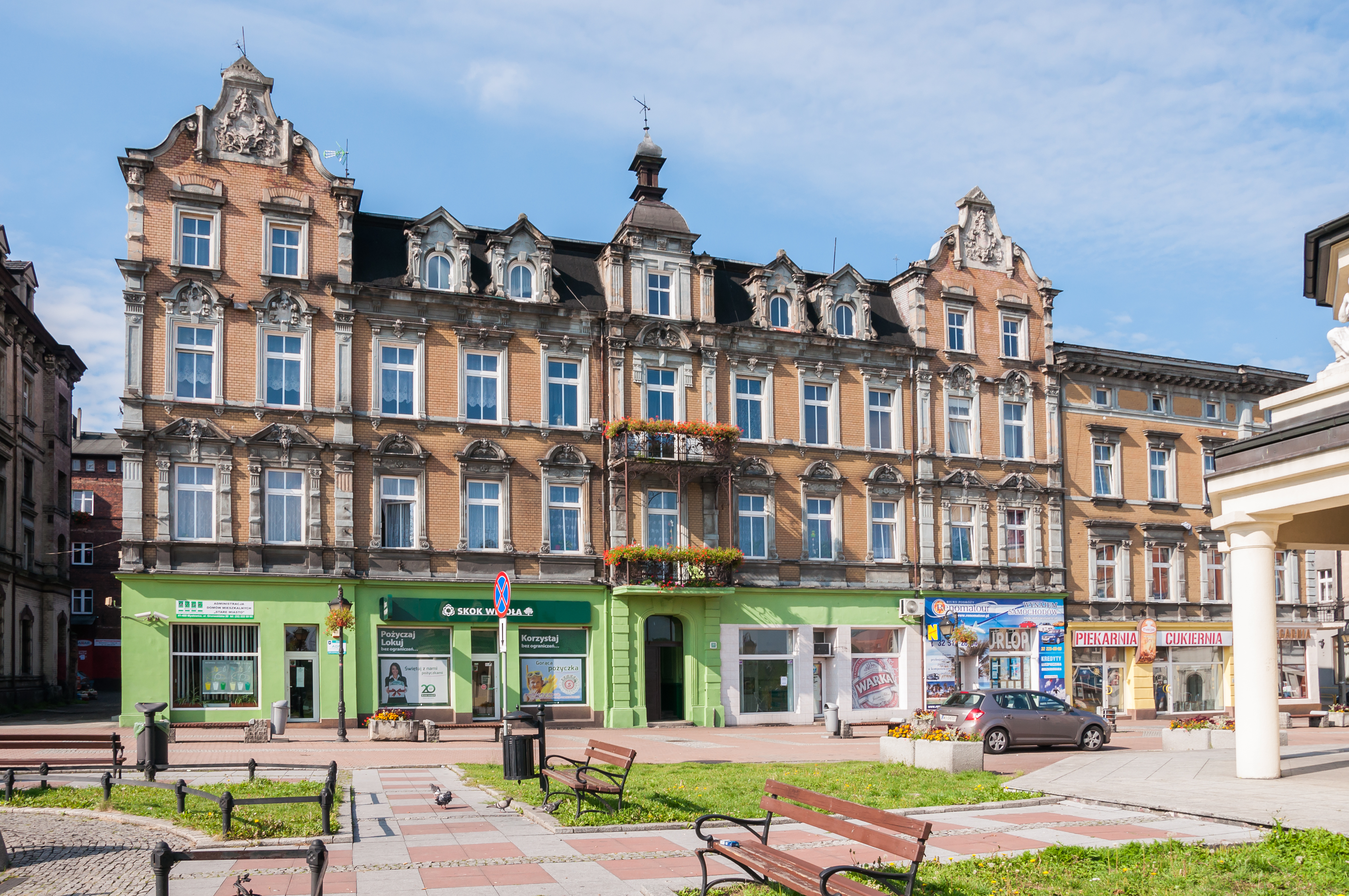
Zabytkowa kamienica z 1901 roku przy ulicy Grunwaldzkiej 20

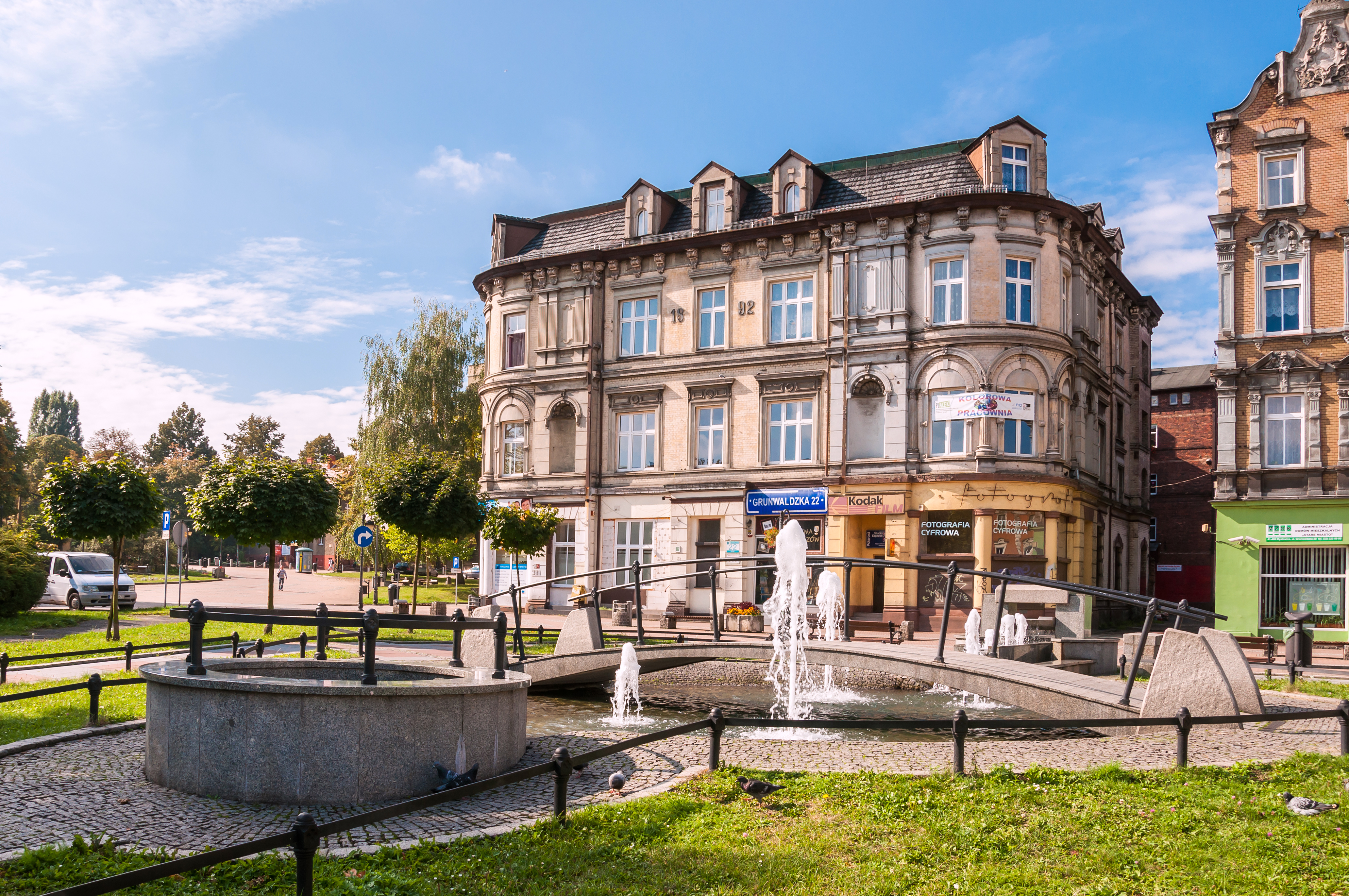
Zabytkowa kamienica z lat 1891–1892 przy ulicy Grunwaldzkiej 22

- Kamienica (ul. Grunwaldzka 3)[69],
- Kamienica (ul. Grunwaldzka 5)[69],
- Kamienica (ul. Grunwaldzka 7)[70],
- Kamienica (ul. Grunwaldzka 9)[70] – z około 1890 roku[67],
- Kamienica (ul. Grunwaldzka 11 i 11a)[70],
- Kamienica (ul. Grunwaldzka 20) – z 1901 roku w stylu eklektycznym; wpisana do rejestru zabytków 7 listopada 2003 roku pod nr. A/104/03[71],
- Kamienica (ul. Grunwaldzka 22; róg z pl. Wolności 8) – wzniesiona w latach 1891–1892 roku w stylu neorenesansowym; wpisana do rejestru zabytków 7 listopada 2003 roku pod nr. A/105/03[71],
- Kaplica Jarlików (skwer przy ul. Grunwaldzkiej; róg z ul. Krakowską) – w stylu neobarokowym; poświęcona św. Janowi Chrzcicielowi; pierwotnie ufundowana w 1745 roku przez Jarlików[72] i wzniesiona przy zlikwidowanej w późniejszym okresie ulicy Modrzejowskiej[61]; w latach 1927–1928 roku przeniesiona i wybudowana w nowej formie[72]; w 2000 roku została poświęcona po jej odbudowie w nowej lokalizacji, tj. przy ulicy Grunwaldzkiej, z zachowaniem stylu architektonicznego kaplicy z lat 1927–1928[64][73]; wpisana do gminnej ewidencji zabytków[74].

## Gospodarka i instytucje
Na początku 2024 roku w systemie REGON zarejestrowanych było 98 podmiotów gospodarczych z siedzibą przy ulicy Grunwaldzkiej, w tym m.in.: Mysłowicki Ośrodek Kultury (ul. Grunwaldzka 7), Stowarzyszenie Centrum Inicjatyw Społecznych Mysłowice (ul. Grunwaldzka 22) oraz inne fundacje i stowarzyszenia, Biuro Poselskie Posła na Sejm RP Wojciecha Króla (ul. Grunwaldzka 20), Klub Seniora Przyjaciele (ul. Grunwaldzka 7), placówka edukacji wczesnoszkolnej, firmy usługowo-handlowe, przedsiębiorstwa wielobranżowe, jubiler, sklep spożywczy, placówki gastronomiczne, gabinety opieki zdrowotnej, firmy remontowo-budowlane, wspólnota mieszkaniowa, salon fryzjerski, zakład fotograficzny, serwis komputerowy i inne.
Przy ulicy Grunwaldzkiej 8 funkcjonuje URBAN LAB – miejsce współpracy pomiędzy Urzędem Miasta Mysłowice a mieszkańcami, mające na celu aktywizację i integrację społeczności miejskiej m.in. w formie warsztatów, zajęć czy innego typu projektów.
Wierni rzymskokatoliccy mieszkający przy ulicy Grunwaldzkiej przynależą do parafii Najświętszego Serca Pana Jezusa.